# Diego Soñora
Diego Luis Soñora (Buenos Aires, 17 juli 1969) is een voormalig Argentijns voetballer.
Soñora speelde een groot deel van zijn carrière voor de Argentijnse club Boca Juniors. Met die club won hij 5 titels.
In 1996 ging hij naar de Major League Soccer. Daar speelde hij voor Dallas Burn. Na twee seizoenen bij Dallas Burn te hebben gespeeld ging Soñora in 1998 naar de MetroStars. Daar speelde hij een seizoen en verliet de club voor D.C. United, die dit seizoen eerste werden.

## Titels
| Seizoen | Land             | Club         | Titel                       |
| ------- | ---------------- | ------------ | --------------------------- |
| 1989    | Argentinië       | Boca Juniors | Recopa Sudamericana         |
| 1989    | Argentinië       | Boca Juniors | Supercopa Sudamericana      |
| 1992    | Argentinië       | Boca Juniors | Primera División Argentinië |
| 1992    | Argentinië       | Boca Juniors | Supercopa Masters           |
| 1993    | Argentinië       | Boca Juniors | Copa de Oro                 |
| 1999    | Verenigde Staten | D.C. United  | MLS Cup                     |